# Mistrzostwa Europy w Piłce Nożnej Kobiet 2022
Mistrzostwa Europy w Piłce Nożnej Kobiet 2022, oficjalnie UEFA Women's Euro 2022 – 13. edycja mistrzostw Europy w piłce nożnej kobiet. Turniej rozpoczął się 6 lipca i trwał do 31 lipca 2022 i został rozegrany na 10 stadionach w 8 miastach-gospodarzach. Po raz drugi w historii gospodarzem turnieju była Anglia.
Tytuł mistrzyń Europy zdobyła reprezentacja Anglii, pokonując w finale reprezentację Niemiec 2:1 po dogrywce.
Pierwotnie mistrzostwa planowano rozegrać w 2021 roku jednak zostały one przeniesione z uwagi m.in. na pandemię COVID-19.

## Wybór organizatora
Jedynym państwem które zgłosiło chęć organizacji turnieju była Anglia. Wobec tego na posiedzeniu Komitetu Wykonawczego UEFA w grudniu 2018 delegaci zatwierdzili ten kraj jako gospodarza mistrzostw.

## Eliminacje
Eliminacje do Euro 2022 odbywały się od sierpnia 2019 roku do kwietnia 2021. Udział w eliminacjach wzięło 47 reprezentacji, które walczyły o 12 miejsc w turnieju. Zapewnione miejsce w turnieju otrzymał gospodarz mistrzostw, czyli Anglia, o 3 pozostałe miejsca rozegrane zostaną baraże. Losowanie grup eliminacji odbyło się 21 lutego 2019 roku we Nyonie. Lista grup eliminacyjnych:
- Grupa A –  Holandia,  Rosja,  Słowenia,  Turcja,  Kosowo,  Estonia;
- Grupa B –  Włochy,  Dania,  Bośnia i Hercegowina,  Izrael,  Malta,  Gruzja;
- Grupa C –  Norwegia,  Walia,  Białoruś,  Irlandia Północna,  Wyspy Owcze;
- Grupa D –  Hiszpania,  Czechy,  Polska,  Mołdawia,  Azerbejdżan;
- Grupa E –  Szkocja,  Finlandia,  Portugalia,  Albania,  Cypr;
- Grupa F –  Szwecja,  Islandia,  Węgry,  Słowacja,  Łotwa;
- Grupa G –  Francja,  Austria,  Serbia,  Kazachstan,  Macedonia Północna;
- Grupa H –  Szwajcaria,  Belgia,  Rumunia,  Chorwacja,  Litwa;
- Grupa I –  Niemcy,  Ukraina,  Irlandia,  Grecja,  Czarnogóra;

## Uczestniczki
Na podstawie:
| Drużyna           | Zakwalifikowana jako        | Data kwalifikacji    | Liczba występów w ME                                                  | Najlepszy wynik w ME                                         |
| Anglia            | gospodarz                   | 3 grudnia 2018       | 9 (1984, 1987, 1995, 1997, 2001, 2005, 2009, 2013, 2017)              | II miejsce (1984, 2009)                                      |
| Holandia          | zwycięzca grupy A           | 23 października 2020 | 3 (2009, 2013, 2017)                                                  | Mistrzostwo (2017)                                           |
| Dania             | zwycięzca grupy B           | 27 października 2020 | 9 (1984, 1991, 1993, 1997, 2001, 2005, 2009, 2013, 2017)              | II miejsce (2017)                                            |
| Norwegia          | zwycięzca grupy C           | 27 października 2020 | 11 (1987, 1989, 1991, 1993, 1995, 1997, 2001, 2005, 2009, 2013, 2017) | Mistrzostwo (1987, 1993)                                     |
| Hiszpania         | zwycięzca grupy D           | 18 lutego 2021       | 3 (1997, 2013, 2017)                                                  | III miejsce (1997)                                           |
| Finlandia         | zwycięzca grupy E           | 19 lutego 2021       | 3 (2005, 2009, 2013)                                                  | Półfinał (2005)                                              |
| Szwecja           | zwycięzca grupy F           | 27 października 2020 | 10 (1984, 1987, 1989, 1995, 1997, 2001, 2005, 2009, 2013, 2017)       | Mistrzostwo (1984)                                           |
| Francja           | zwycięzca grupy G           | 27 listopada 2020    | 6 (1997, 2001, 2005, 2009, 2013, 2017)                                | Ćwierćfinał (2009, 2013, 2017)                               |
| Belgia            | zwycięzca grupy H           | 1 grudnia 2020       | 1 (2017)                                                              | Faza grupowa (2017)                                          |
| Niemcy            | zwycięzca grupy I           | 23 października 2020 | 10 (1989, 1991, 1993, 1995, 1997, 2001, 2005, 2009, 2013, 2017)       | Mistrzostwo (1989, 1991, 1995, 1997, 2001, 2005, 2009, 2013) |
| Włochy            | klasyfikacja II miejsc      | 24 lutego 2021       | 11 (1984, 1987, 1989, 1991, 1993, 1997, 2001, 2005, 2009, 2013, 2017) | II miejsce (1993, 1997)                                      |
| Islandia          | klasyfikacja II miejsc      | 1 grudnia 2020       | 3 (2009, 2013, 2017)                                                  | Ćwierćfinał (2013)                                           |
| Austria           | klasyfikacja II miejsc      | 23 lutego 2021       | 1 (2017)                                                              | Półfinał (2017)                                              |
| Irlandia Północna | zwycięzca barażu            | 13 kwietnia 2021     | debiutantki                                                           | debiutantki                                                  |
| Portugalia        | szczęśliwy przegrany barażu | 2 maja 2022          | 1 (2017)                                                              | Faza grupowa (2017)                                          |
| Szwajcaria        | zwycięzca barażu            | 13 kwietnia 2021     | 1 (2017)                                                              | Faza grupowa (2017)                                          |

## Podział na koszyki
12 reprezentacji zakwalifikowanych do Euro 2022 po fazie grupowej eliminacji, a także 3 drużyny wyłonione w barażach (rozgrywanych w marcu 2021) zostało podzielonych na 4 koszyki, w każdym po 4 drużyny. Anglia jako gospodarz turnieju jest od razu przypisany do Grupy A jako pierwsza drużyna (A1), pozostałe drużyny z koszyka pierwszego zostały rozlosowane do pozostałych grup w kolejności od grupy B do D. Reszta zespołów z pozostałych trzech koszyków została rozlosowana do grup (od A do D) z tym, że ich pozycja w danej grupie została również wybrana na drodze losowania.
| Koszyk 1                                         | Koszyk 2                                | Koszyk 3                                     | Koszyk 4                                                       |
| ------------------------------------------------ | --------------------------------------- | -------------------------------------------- | -------------------------------------------------------------- |
| - Anglia (gospodarz) - Niemcy - Holandia - Dania | - Norwegia - Szwecja - Francja - Belgia | - Islandia - Hiszpania - Finlandia - Austria | - Włochy - Rosja - Szwajcaria - Irlandia Północna - Portugalia |

## Miasta i stadiony
Na podstawie:
| Londyn                      | Manchester                                                                                           | Sheffield                                                                                            | Southampton                                                                                          |
| --------------------------- | --- | --- | --- |
| Wembley                     | Old Trafford                                                                                         | Bramall Lane                                                                                         | St Mary's Stadium                                                                                    |
| Pojemność: 90,000           | Pojemność: 74,879                                                                                    | Pojemność: 32,702                                                                                    | Pojemność: 32,505                                                                                    |
|                             | | | |
| Brighton and Hove           | LondynLeighManchesterSheffieldSouthamptonMilton KeynesBrightonRotherham Położenie miast turniejowych | LondynLeighManchesterSheffieldSouthamptonMilton KeynesBrightonRotherham Położenie miast turniejowych | LondynLeighManchesterSheffieldSouthamptonMilton KeynesBrightonRotherham Położenie miast turniejowych |
| Falmer Stadium              | LondynLeighManchesterSheffieldSouthamptonMilton KeynesBrightonRotherham Położenie miast turniejowych | LondynLeighManchesterSheffieldSouthamptonMilton KeynesBrightonRotherham Położenie miast turniejowych | LondynLeighManchesterSheffieldSouthamptonMilton KeynesBrightonRotherham Położenie miast turniejowych |
| Pojemność: 31,800           | LondynLeighManchesterSheffieldSouthamptonMilton KeynesBrightonRotherham Położenie miast turniejowych | LondynLeighManchesterSheffieldSouthamptonMilton KeynesBrightonRotherham Położenie miast turniejowych | LondynLeighManchesterSheffieldSouthamptonMilton KeynesBrightonRotherham Położenie miast turniejowych |
|                             | LondynLeighManchesterSheffieldSouthamptonMilton KeynesBrightonRotherham Położenie miast turniejowych | LondynLeighManchesterSheffieldSouthamptonMilton KeynesBrightonRotherham Położenie miast turniejowych | LondynLeighManchesterSheffieldSouthamptonMilton KeynesBrightonRotherham Położenie miast turniejowych |
| Milton Keynes               | LondynLeighManchesterSheffieldSouthamptonMilton KeynesBrightonRotherham Położenie miast turniejowych | LondynLeighManchesterSheffieldSouthamptonMilton KeynesBrightonRotherham Położenie miast turniejowych | LondynLeighManchesterSheffieldSouthamptonMilton KeynesBrightonRotherham Położenie miast turniejowych |
| Stadium MK                  | LondynLeighManchesterSheffieldSouthamptonMilton KeynesBrightonRotherham Położenie miast turniejowych | LondynLeighManchesterSheffieldSouthamptonMilton KeynesBrightonRotherham Położenie miast turniejowych | LondynLeighManchesterSheffieldSouthamptonMilton KeynesBrightonRotherham Położenie miast turniejowych |
| Pojemność: 30,500           | LondynLeighManchesterSheffieldSouthamptonMilton KeynesBrightonRotherham Położenie miast turniejowych | LondynLeighManchesterSheffieldSouthamptonMilton KeynesBrightonRotherham Położenie miast turniejowych | LondynLeighManchesterSheffieldSouthamptonMilton KeynesBrightonRotherham Położenie miast turniejowych |
|                             | LondynLeighManchesterSheffieldSouthamptonMilton KeynesBrightonRotherham Położenie miast turniejowych | LondynLeighManchesterSheffieldSouthamptonMilton KeynesBrightonRotherham Położenie miast turniejowych | LondynLeighManchesterSheffieldSouthamptonMilton KeynesBrightonRotherham Położenie miast turniejowych |
| Londyn                      | Rotherham                                                                                            | Leigh (Wielki Manchester)                                                                            | Manchester                                                                                           |
| Brentford Community Stadium | New York Stadium                                                                                     | Leigh Sports Village                                                                                 | Etihad Academy Stadium                                                                               |
| Pojemność: 17,250           | Pojemność: 12,021                                                                                    | Pojemność: 12,000                                                                                    | Pojemność: 7,000                                                                                     |
|                             | | | |

## Faza grupowa
Legenda
|  | Awans do fazy pucharowej. |
|  | Klasyfikacja II miejsc    |

Gdy dwie lub więcej drużyn zakończy fazę grupową z taką samą liczbą punktów, o kolejności w tabeli decyduje:
1. bilans bramkowy
2. liczba goli zdobytych w fazie grupowej;
3. punkty zdobyte w meczach pomiędzy danymi drużynami;
4. różnica bramek w meczach pomiędzy danymi drużynami;
5. zdobyte bramki w meczach pomiędzy danymi drużynami;
6. klasyfikacja fair play;
7. losowanie.

### Grupa A
| Zespół            | Pkt | M | W | R | P | Br+ | Br− | +/− |
| ----------------- | --- | - | - | - | - | --- | --- | --- |
| Anglia            | 9   | 3 | 3 | 0 | 0 | 14  | 0   | +14 |
| Austria           | 6   | 3 | 2 | 0 | 1 | 3   | 1   | +2  |
| Norwegia          | 3   | 3 | 1 | 0 | 2 | 4   | 10  | -6  |
| Irlandia Północna | 0   | 3 | 0 | 0 | 3 | 1   | 11  | -10 |

| 6 lipca 2022 21:00 CEST | Anglia · Beth Mead 16' | 1:0(1:0)Raport | Austria | Old Trafford, Manchester Widzów: 68 871 Sędzia: Marta Huerta de Aza |
|                         |                        |                |         |                                                                     |

| 7 lipca 2022 21:00 CEST | Norwegia · Julie Blakstad 10' · Frida Maanum 13' · Caroline Graham Hansen 31' (k.) · Guro Reiten 54' | 4:1(3:0)Raport | Irlandia Północna · 49' Julie Nelson | St Mary’s Stadium, Southampton Widzów: 9146 Sędzia: Lina Lehtovaara |
|                         | |                |                                      |                                                                     |

| 11 lipca 2022 18:00 CEST | Austria · Katharina Schiechtl 19' · Katharina Naschenweng 88' | 2:0(1:0)Raport | Irlandia Północna | St Mary’s Stadium, Southampton Widzów: 9268 Sędzia: Emikar Calderas Barrera |
|                          |                                                               |                |                   |                                                                             |

| 11 lipca 2022 21:00 CEST | Anglia · Georgia Stanway 12' (k.) · Lauren Hemp 15' · Ellen White 29', 41' · Beth Mead 34', 38', 81' · Alessia Russo 66' | 8:0(6:0)Raport | Norwegia | Falmer Stadium, Brighton and Hove Widzów: 28 847 Sędzia: Riem Hussein |
|                          | |                |          |                                                                       |

| 15 lipca 2022 21:00 CEST | Irlandia Północna | 0:5(0:2)Raport | Anglia · 40' Fran Kirby · 44' Beth Mead · 48', 53' Alessia Russo · 76' (sam.) Kelsie Burrows | St Mary’s Stadium, Southampton Widzów: 30 785 Sędzia: Esther Staubli |
|                          |                   |                |                                                                                              |                                                                      |

| 15 lipca 2022 21:00 CEST | Austria · Nicole Billa 37' | 1:0(1:0)Raport | Norwegia | Falmer Stadium, Brighton and Hove Widzów: 12 667 Sędzia: Kateryna Monzul |
|                          |                            |                |          |                                                                          |

### Grupa B
| Zespół    | Pkt | M | W | R | P | Br+ | Br− | +/− |
| --------- | --- | - | - | - | - | --- | --- | --- |
| Niemcy    | 9   | 3 | 3 | 0 | 0 | 9   | 0   | +9  |
| Hiszpania | 6   | 3 | 2 | 0 | 1 | 5   | 3   | +2  |
| Dania     | 3   | 3 | 1 | 0 | 2 | 1   | 5   | -4  |
| Finlandia | 0   | 3 | 0 | 0 | 3 | 1   | 8   | -7  |

| 8 lipca 2022 18:00 CEST | Hiszpania · Irene Paredes 26' · Aitana Bonmatí 41' · Lucía García 75' · Mariona Caldentey 90+5' (k.) | 4:1(2:1)Raport | Finlandia · 1' Linda Sällström | Stadium MK, Milton Keynes Widzów: 16 819 Sędzia: Kateryna Monzul |
|                         | |                |                                |                                                                  |

| 8 lipca 2022 21:00 CEST | Niemcy · Lina Magull 21' · Lea Schüller 57' · Lena Lattwein 78' · Alexandra Popp 86' | 4:0(1:0)Raport | Dania | Brentford Community Stadium, Londyn Widzów: 15 736 Sędzia: Esther Staubli |
|                         |                                                                                      |                |       |                                                                           |

| 12 lipca 2022 18:00 CEST | Dania · Pernille Harder 72' | 1:0(0:0)Raport | Finlandia | Stadium MK, Milton Keynes Widzów: 11 615 Sędzia: Iuliana Demetrescu |
|                          |                             |                |           |                                                                     |

| 12 lipca 2022 21:00 CEST | Niemcy · Klara Bühl 3' · Alexandra Popp 37' | 2:0(2:0)Raport | Hiszpania | Brentford Community Stadium, Londyn Widzów: 16 037 Sędzia: Stéphanie Frappart |
|                          |                                             |                |           |                                                                               |

| 16 lipca 2022 21:00 CEST | Finlandia | 0:3(0:1)Raport | Niemcy · 40' Sophia Kleinherne · 48' Alexandra Popp · 63' Nicole Anyomi | Stadium MK, Milton Keynes Widzów: 20 721 Sędzia: Emikar Calderas Barrera |
|                          |           |                |                                                                         |                                                                          |

| 16 lipca 2022 21:00 CEST | Dania | 0:1(0:0)Raport | Hiszpania · 90' Marta Cardona | Brentford Community Stadium, Londyn Widzów: 16 041 Sędzia: Rebecca Welch |
|                          |       |                |                               |                                                                          |

### Grupa C
| Zespół     | Pkt | M | W | R | P | Br+ | Br− | +/− |
| ---------- | --- | - | - | - | - | --- | --- | --- |
| Szwecja    | 7   | 3 | 2 | 1 | 0 | 8   | 2   | +6  |
| Holandia   | 7   | 3 | 2 | 1 | 0 | 8   | 4   | +4  |
| Szwajcaria | 1   | 3 | 0 | 1 | 2 | 4   | 8   | -4  |
| Portugalia | 1   | 3 | 0 | 1 | 2 | 4   | 10  | -6  |

| 9 lipca 2022 18:00 CEST | Portugalia · Diana Gomes 58' · Jéssica Silva 65' | 2:2(0:2)Raport | Szwajcaria · 2' Coumba Sow · 5' Rahel Kiwic | Leigh Sports Village, Leigh Widzów: 5902 Sędzia: Jana Adámková |
|                         |                                                  |                |                                             |                                                                |

| 9 lipca 2022 21:00 CEST | Holandia · Jill Roord 52' | 1:1(0:1)Raport | Szwecja · 35' Jonna Andersson | Bramall Lane, Sheffield Widzów: 21 342 Sędzia: Cheryl Foster |
|                         |                           |                |                               |                                                              |

| 13 lipca 2022 18:00 CEST | Szwecja · Fridolina Rolfö 53' · Hanna Bennison 79' | 2:1(0:0)Raport | Szwajcaria · 55' Ramona Bachmann | Bramall Lane, Sheffield Widzów: 12 914 Sędzia: Marta Huerta de Aza |
|                          |                                                    |                |                                  |                                                                    |

| 13 lipca 2022 21:00 CEST | Holandia · Damaris Egurrola 7' · Stefanie van der Gragt 16' · Daniëlle van de Donk 62' | 3:2(2:1)Raport | Portugalia · 38' (k.) Carole Costa · 47' Diana Silva | Leigh Sports Village, Leigh Widzów: 6966 Sędzia: Ivana Martinčić |
|                          |                                                                                        |                |                                                      |                                                                  |

| 17 lipca 2022 18:00 CEST | Szwajcaria · Géraldine Reuteler 53' | 1:4(0:0)Raport | Holandia · 49' (sam.) Ana-Maria Crnogorčević · 84', 90+5' Romée Leuchter · 89' Victoria Pelova | Bramall Lane, Sheffield Widzów: 22 596 Sędzia: Iuliana Demetrescu |
|                          |                                     |                |                                                                                                |                                                                   |

| 17 lipca 2022 18:00 CEST | Szwecja · Filippa Angeldal 21', 45' · Carole Costa 45+7' (sam.) · Kosovare Asllani 54' (k.) · Stina Blackstenius 90+1' | 5:0(3:0)Raport | Portugalia | Leigh Sports Village, Leigh Widzów: 7118 Sędzia: Stéphanie Frappart |
|                          | |                |            |                                                                     |

### Grupa D
| Zespół   | Pkt | M | W | R | P | Br+ | Br− | +/− |
| -------- | --- | - | - | - | - | --- | --- | --- |
| Francja  | 7   | 3 | 2 | 1 | 0 | 8   | 3   | +5  |
| Belgia   | 4   | 3 | 1 | 1 | 1 | 3   | 3   | 0   |
| Islandia | 3   | 3 | 0 | 3 | 0 | 3   | 3   | 0   |
| Włochy   | 1   | 3 | 0 | 1 | 2 | 2   | 7   | -5  |

| 10 lipca 2022 18:00 CEST | Belgia · Justine Vanhaevermaet 67' (k.) | 1:1(0:0)Raport | Islandia · 50' Berglind Björg Þorvaldsdóttir | Etihad Academy Stadium, Manchester Widzów: 3859 Sędzia: Tess Olofsson |
|                          |                                         |                |                                              |                                                                       |

| 10 lipca 2022 21:00 CEST | Francja · Grace Geyoro 9', 40', 45' · Marie-Antoinette Katoto 12' · Delphine Cascarino 38' | 5:1(5:0)Raport | Włochy · 76' Martina Piemonte | New York Stadium, Rotherham Widzów: 8541 Sędzia: Rebecca Welch |
|                          |                                                                                            |                |                               |                                                                |

| 14 lipca 2022 18:00 CEST | Włochy · Valentina Bergamaschi 62' | 1:1(0:1)Raport | Islandia · 3' Karólína Lea Vilhjálmsdóttir | Etihad Academy Stadium, Manchester Widzów: 4029 Sędzia: Lina Lehtovaara |
|                          |                                    |                |                                            |                                                                         |

| 14 lipca 2022 21:00 CEST | Francja · Kadidiatou Diani 6' · Griedge Mbock Bathy 41' | 2:1(2:1)Raport | Belgia · 36' Janice Cayman | New York Stadium, Rotherham Widzów: 8173 Sędzia: Cheryl Foster |
|                          |                                                         |                |                            |                                                                |

| 18 lipca 2022 21:00 CEST | Islandia · Dagný Brynjarsdóttir 90+12' (k.) | 1:1(0:1)Raport | Francja · 1' Melvine Malard | New York Stadium, Rotherham Widzów: 7392 Sędzia: Jana Adámková |
|                          |                                             |                |                             |                                                                |

| 18 lipca 2022 21:00 CEST | Włochy | 0:1(0:0)Raport | Belgia · 49' Tine De Caigny | Etihad Academy Stadium, Manchester Widzów: 3919 Sędzia: Ivana Martinčić |
|                          |        |                |                             |                                                                         |

## Faza pucharowa
Do fazy pucharowej awansują drużyny, które zajęły dwa pierwsze miejsca w każdej grupie. Od tej fazy gra toczy się systemem pucharowym (przegrany odpada). W razie remisu zostanie rozegrana dogrywka, jeśli i ona nie wyłoni zwycięzcy, następuje seria rzutów karnych.
|  |                                   |              |                               |                           |   |           |                        |           |  |  |       |       |       |
|  | Ćwierćfinały                      | Ćwierćfinały | Ćwierćfinały                  |                           |   | Półfinały | Półfinały              | Półfinały |  |  | Finał | Finał | Finał |
|  | Ćwierćfinały                      | Ćwierćfinały | Ćwierćfinały                  |                           |   | Półfinały | Półfinały              | Półfinały |  |  | Finał | Finał | Finał |
|  | 20 lipca 2022 – Brighton and Hove |              |                               |                           |   |           |                        |           |  |  |       |       |       |
|  |                                   |              |                               |                           |   |           |                        |           |  |  |       |       |       |
|  | 1A                                | Anglia       | 2                             |                           |   |           |                        |           |  |  |       |       |       |
|  | 1A                                | Anglia       | 2                             | 26 lipca 2022 – Sheffield |   |           |                        |           |  |  |       |       |       |
|  | 2B                                | Hiszpania    | 1                             |                           |   |           |                        |           |  |  |       |       |       |
|  | 2B                                | Hiszpania    | 1                             |                           |   | Anglia    | Anglia                 | 4         |  |  |       |       |       |
|  | 22 lipca 2022 – Leigh             |              |                               |                           |   | Anglia    | Anglia                 | 4         |  |  |       |       |       |
|  |                                   |              | Szwecja                       | Szwecja                   | 0 |           |                        |           |  |  |       |       |       |
|  | 1C                                | Szwecja      | Szwecja                       | Szwecja                   | 0 | 1         |                        |           |  |  |       |       |       |
|  | 1C                                | Szwecja      |                               |                           |   | 1         | 31 lipca 2022 – Londyn |           |  |  |       |       |       |
|  | 2D                                | Belgia       | 0                             |                           |   |           |                        |           |  |  |       |       |       |
|  | 2D                                | Belgia       | 0                             |                           |   | Anglia    | Anglia                 | 2         |  |  |       |       |       |
|  | 21 lipca 2022 – Brentford         |              |                               |                           |   | Anglia    | Anglia                 | 2         |  |  |       |       |       |
|  |                                   |              | Niemcy                        | Niemcy                    | 1 |           |                        |           |  |  |       |       |       |
|  | 1B                                | Niemcy       | Niemcy                        | Niemcy                    | 1 | 2         |                        |           |  |  |       |       |       |
|  | 1B                                | Niemcy       | 27 lipca 2022 – Milton Keynes |                           |   | 2         |                        |           |  |  |       |       |       |
|  | 2A                                | Austria      | 0                             |                           |   |           |                        |           |  |  |       |       |       |
|  | 2A                                | Austria      | 0                             |                           |   | Niemcy    | Niemcy                 | 2         |  |  |       |       |       |
|  | 23 lipca 2022 – Rotherham         |              |                               |                           |   | Niemcy    | Niemcy                 | 2         |  |  |       |       |       |
|  |                                   |              | Francja                       | Francja                   | 1 |           |                        |           |  |  |       |       |       |
|  | 1D                                | Francja      | Francja                       | Francja                   | 1 | 1         |                        |           |  |  |       |       |       |
|  | 1D                                | Francja      |                               |                           |   |           |                        |           |  |  |       |       |       |
|  | 2C                                | Holandia     | 0                             |                           |   |           |                        |           |  |  |       |       |       |
|  | 2C                                | Holandia     | 0                             |                           |   |           |                        |           |  |  |       |       |       |

### Ćwierćfinały
| 20 lipca 2022 21:00 CEST | Anglia · Ella Ann Toone 84' · Georgia Stanway 96' | 2:1 (dogr.)(0:0, 1:1, 2:1)Raport | Hiszpania · 54' Esther González Rodríguez | Falmer Stadium, Brighton and Hove Widzów: 28 994 Sędzia: Stéphanie Frappart |
|                          |                                                   |                                  |                                           |                                                                             |

| 21 lipca 2022 21:00 CEST | Niemcy · Lina Magull 25' · Alexandra Popp 90' | 2:0(1:0)Raport | Austria | Brentford Community Stadium, Londyn Widzów: 16 025 Sędzia: Rebecca Welch |
|                          |                                               |                |         |                                                                          |

| 22 lipca 2022 21:00 CEST | Szwecja · Linda Sembrant 90+2' | 1:0(0:0)Raport | Belgia | Leigh Sports Village, Leigh Widzów: 7517 Sędzia: Kateryna Monzul |
|                          |                                |                |        |                                                                  |

| 23 lipca 2022 21:00 CEST | Francja · Ève Périsset 102' (k.) | 1:0 (dogr.)(0:0, 0:0, 1:0)Raport | Holandia | New York Stadium, Rotherham Widzów: 9764 Sędzia: Ivana Martinčić |
|                          |                                  |                                  |          |                                                                  |

### Półfinały
| 26 lipca 2022 21:00 CEST | Anglia · Beth Mead 34' · Lucy Bronze 48' · Alessia Russo 68' · Fran Kirby 76' | 4:0(1:0)Raport | Szwecja | Bramall Lane, Sheffield Widzów: 28 624 Sędzia: Esther Staubli |
|                          |                                                                               |                |         |                                                               |

| 27 lipca 2022 21:00 CEST | Niemcy · Alexandra Popp 40', 76' | 2:1(1:1)Raport | Francja · 44' (sam.) Merle Frohms | Stadium MK, Milton Keynes Widzów: 27 445 Sędzia: Cheryl Foster |
|                          |                                  |                |                                   |                                                                |

### Finał
| 31 lipca 2022 18:00 CEST | Anglia · Ella Ann Toone 62' · Chloe Jones 110' | 2:1 (dogr.)(0:0, 1:1, 2:1)Raport | Niemcy · 79' Lina Magull | Wembley, Londyn Widzów: 87 192 Sędzia: Kateryna Monzul |
|                          |                                                |                                  |                          |                                                        |

## Klasyfikacja końcowa
| Miejsce                        | Reprezentacja     | Mecze | Punkty | Bramki +/− | Bramki+ | Bramki- |
| ------------------------------ | ----------------- | ----- | ------ | ---------- | ------- | ------- |
| złoto                          | Anglia            | 6     | 18     | +20        | 22      | 2       |
| srebro                         | Niemcy            | 6     | 15     | +11        | 14      | 3       |
| brąz                           | Francja           | 5     | 10     | +5         | 10      | 5       |
| brąz                           | Szwecja           | 5     | 10     | +3         | 9       | 6       |
| Wyeliminowane w ćwierćfinale   |                   |       |        |            |         |         |
| 5.                             | Holandia          | 4     | 7      | +3         | 8       | 5       |
| 6.                             | Hiszpania         | 4     | 6      | +1         | 6       | 5       |
| 7.                             | Austria           | 4     | 6      | 0          | 3       | 3       |
| 8.                             | Belgia            | 4     | 4      | -1         | 3       | 4       |
| Wyeliminowane w fazie grupowej |                   |       |        |            |         |         |
| 9.                             | Islandia          | 3     | 3      | 0          | 3       | 3       |
| 10.                            | Norwegia          | 3     | 3      | -6         | 4       | 10      |
| 11.                            | Dania             | 3     | 3      | -4         | 1       | 5       |
| 12.                            | Szwajcaria        | 3     | 1      | -4         | 4       | 8       |
| 13.                            | Portugalia        | 3     | 1      | -6         | 4       | 10      |
| 14.                            | Włochy            | 3     | 1      | -5         | 2       | 7       |
| 15.                            | Finlandia         | 3     | 0      | -7         | 1       | 8       |
| 16.                            | Irlandia Północna | 3     | 0      | -10        | 1       | 11      |

## Strzelczynie

### 6 goli
- Beth Mead
- Alexandra Popp

### 4 gole
- Alessia Russo

### 3 gole
- Grace Geyoro
- Lina Magull

### 2 gole
- Fran Kirby
- Georgia Stanway
- Ella Ann Toone
- Ellen White
- Romée Leuchter
- Filippa Angeldal

### 1 gol
- Lucy Bronze
- Lauren Hemp
- Chloe Jones
- Nicole Billa
- Katharina Naschenweng
- Katharina Schiechtl
- Janice Cayman
- Tine De Caigny
- Justine Vanhaevermaet
- Pernille Harder
- Linda Sällström
- Delphine Cascarino
- Kadidiatou Diani
- Marie-Antoinette Katoto
- Melvine Malard
- Griedge Mbock Bathy
- Ève Périsset
- Aitana Bonmatí
- Mariona Caldentey
- Marta Cardona
- Lucía García
- Esther González Rodríguez
- Irene Paredes
- Daniëlle van de Donk
- Damaris Egurrola
- Stefanie van der Gragt
- Victoria Pelova
- Jill Roord
- Julie Nelson
- Dagný Brynjarsdóttir
- Berglind Björg Þorvaldsdóttir
- Karólína Lea Vilhjálmsdóttir
- Nicole Anyomi
- Klara Bühl
- Sophia Kleinherne
- Lena Lattwein
- Lea Schüller
- Julie Blakstad
- Caroline Graham Hansen
- Frida Maanum
- Guro Reiten
- Carole Costa
- Diana Gomes
- Diana Silva
- Jéssica Silva
- Ramona Bachmann
- Rahel Kiwic
- Géraldine Reuteler
- Coumba Sow
- Jonna Andersson
- Kosovare Asllani
- Hanna Bennison
- Stina Blackstenius
- Fridolina Rolfö
- Linda Sembrant
- Valentina Bergamaschi
- Martina Piemonte

### Gole samobójcze
- Kelsie Burrows (dla  Anglii)
- Merle Frohms (dla  Francji)
- Carole Costa (dla  Szwecji)
- Ana-Maria Crnogorčević (dla  Holandii)